# Alexis Kagame
Alexis Kagame (n. 15 mai 1912 – d. 2 decembrie 1981) a fost un filozof, lingvist, istoric, poet și preot catolic din Rwanda.
A scris o operă de mare diversitate culturală, având ca scop studierea trecutului și spiritualității naționale, atât în franceză, cât și în limba locală, kinyarwanda.

## Scrieri
- 1947: Venirea europenilor în Africa Centrală ("Umwanduko wʼAbazungu muli Afrika yo hagati")
- 1947: Așează-te, așa îmi trece vremea ("Icara nkumare irungu")
- 1950: Proverbe înțelepte ("Imigani yʼimigenuramo")
- 1951: Poezia dinastică în Rwanda ("La poésie dinastique au Rwanda")
- 1952: Istoria Rwandei ("Histoire du Rwanda")
- 1952: Instituțiile politice din Rwanda precolonială ("Les institutions politiques du Rwanda précolonial")
- 1954: Organizațiile socio-familiale ale Rwandei arhaice ("Les organisations socio-familiales de l'ancien Rwanda")
- 1956: Filozofia bantu-rwandeză despre ființă ("La philosophie bantu-rwandaise de l'être")
- 1959: Noțiunea de generație aplicată la genealogia dinastică și la istoria Rwandei ("La notion de génération applique à la généalogie dynastique et à l'histoire du Rwanda")
- 1960: Limbajul din Rwanda și Burundi explicat băștinașilor ("Le langage de Rwanda et de Burundi expliqué aux autochtones").